# ایون ایزاگیره
ایون ایزاگیره (انگلیسی: Ion Izagirre؛ زادهٔ ۴ فوریهٔ ۱۹۸۹) دوچرخه‌سوار اهل اسپانیا است.
از باشگاه‌هایی که در آن بازی کرده‌است می‌توان به تیم موویستار، ایوسکالتل-ایوسکادی، و تیم دوچرخه‌سواری بحرین–مریدا اشاره کرد.
وی در مسابقات کشوری و بین‌المللی در مجموع برندهٔ ۱ مدال برنز شده‌است.